# 関立戦
関立戦（かんりつせん）とは、スポーツ等における関西学院大学と立命館大学の対戦を両校の名を頭一文字ずつ取って省略した呼称である。本来は両校間のいかなる種類の対戦に用いても支障ない名称だが、近年は関京戦になぞらえる形でアメリカンフットボール部の関西学生リーグでの対戦をこのように呼ぶ傾向が強く、半ば固有名詞化したと見る向きもある。
本項ではアメリカンフットボール部間の対戦について記す。両校とも関西学生アメリカンフットボールリーグDIVISION.1に所属している。
なお立命館大学サイドでは、「立関戦（りっかんせん）」と呼ばれる場合がある。

## 沿革

### 黎明期
立命館大学アメリカンフットボール部は1953年関西で5番目に創部した。既に関西学院大学のリーグ連続優勝が始まっており、初の関立戦は132-0で関学が圧勝した（関学の黄金期については関京戦参照）。

### 立命館大学の受難
1953年にリーグ戦に参加して以降立命は常にリーグ下位を低迷した。1970年には平井英嗣が卒業と同時にコーチに就任。監督仁ノ岡登（後に総監督）とともに指導に当たるが、1971年にチームは近畿学生リーグに陥落。1983年に1部に定着するまでに9年間の2部リーグを経験する。1984年に平井英嗣がヘッドコーチに就任。1985年に6勝2敗で初の同率2位に躍進するものの、1980年代には関学・京大の2強の壁は破ることが出来なかった。しかし、1987年スポーツ推薦第1期生が入学するなど、立命は確実に実力を蓄えていった。

### 立命館大学、関立戦初勝利(1990-1993)
1990年に立命は関学に13-12で勝利する。これが立命の関立戦初勝利である。同年には京大にも14-7で勝利するが、神戸大学に負け、近畿大学と17-17で引き分けて優勝を逃がす。1992年にも立命は関立戦に17-10で勝利するが、京大に敗戦し優勝を逃がした。このように1993年までは立命は関学・京大に勝利するものの、優勝を達成することが出来なかった。
- 1990年　第6節　立命13-12関学　長居球技場
- 1991年　第3節　関学28-10立命　大阪市長居球技場
- 1992年　第5節　立命17-10関学　大阪市長居球技場
- 1993年　第6節　関学22-20立命　阪急西宮スタジアム

### 立命館初優勝(1994-1996)
1993年に監督に就任した平井英嗣は、1994年に練習拠点をびわこ・くさつキャンパスに移す大改革に着手する。同年QB東野稔、LB河口正史、DB近藤真人、RB中村友などのタレントを擁した立命は第5節の京大戦にK佐藤正治の5本のFGで勝利。優勝を賭けて第6節の直接対決に挑んだ。ここまで立命・関学とも5戦全勝。勝った方が優勝決定の大一番であり、会場の大阪市長居球技場は満員の観衆で埋まった。前年度の優勝校である関学はRB前島純、K城台聡、LB山田晋三といった主力が残っており、実力は互角であった。試合は立命が先制して、関学が追う展開となり関学が立命のミスをFGに結びつけて確実に得点し、残り3分で前島のTDで逆転する。しかし、次の攻撃シリーズで東野からWR芝原譲へのロングパスが通り、TDに繋げ再逆転に成功する。結局17-13で立命が勝利し創部41年目にして初優勝を決めた。1990年-1996年までの関立戦は6勝2敗（1996年のプレーオフ準決勝を含む）と立命が優勢であり、1994年から1996年の3年間は関学は3年連続の順列3位（1996年は3校同時優勝もプレーオフ準決勝で敗退）と優勝争いから一歩後退した存在になりつつあった。
- 1994年　第6節　立命17-13関学　大阪市長居球技場
- 1995年　第5節　立命28- 3関学　阪急西宮スタジアム
- 1996年　第5節　立命21-13関学　長居陸上競技場
- 1996年PO準決勝　立命17- 3関学　大阪市長居陸上競技場

### 関学の逆襲(1997-2001)
- 1997年　第5節　関学16- 7立命　阪急西宮スタジアム

3年連続で甲子園ボウル出場を逃がした関学が鮮やかに蘇った。第5節に全勝対決で迎えた関立戦は実質上の優勝決定戦となった。関学はQB高橋公一を中心としたラン・パス自在の攻撃で立命守備を翻弄。RB花房のTDとK太田の3本のFGで立命に完勝。続く関京戦も勝利して4年ぶりの甲子園ボウル出場を決めた。一方、立命はRB樫野が関学守備に完封されて、4QのWR山片のTDパス1本に抑えこまれた。
- 1998年　第7節　立命27-13関学　阪急西宮スタジアム

初の最終節での関立戦、優勝候補筆頭の京大に完勝した全勝の立命は、京大に敗戦しプレーオフに望みをつなぐ関学に前半リードされる。しかし、後半R里見のキックオフリターンTDで勢いを取り戻した立命は、QB川嵜、RB杉山等が怒涛のラン攻撃を展開し逆転勝利。2度目の甲子園ボウル出場を決めた。
- 1999年　第6節　関学27- 7立命　阪急西宮スタジアム

QB川嵜、LB小西等前年の主力が多く残る立命は第5節まで危なげなく勝ち進んだ。関学もQB有馬隼人を中心に第5節の関京戦に24-0で完封勝利する等好調を維持したまま、第6節に優勝を賭けて全勝対決の関立戦が実現した。最初のシリーズでTフォーメーションからのRB井岡のランプレーが独走TDとなり関学が先制、2Qに有馬は脳震盪で退場するが、交代したQB岡村が有馬の存在を補う大活躍で、最後は自らのスクランブルでTDを奪い立命に快勝した。立命は守備が関学のTフォーメーションからのオプションに全く対応出来ず、自慢のラン攻撃も関学守備に封じられた。
- 2000年　第7節　関学10- 6立命　阪急西宮スタジアム

立命は1回生QB高田鉄男を中心としたショットガン攻撃で関学に挑んだ。既に京大に敗れて1敗の立命は勝てば3校同時優勝だったが、前年同様ラン攻撃がDL石田力哉を中心とした関学守備にシャットアウトされた。立命守備は3Qまで点を与えなかったものの、4QにFGとRB三井進矢の独走TDを許してしまう。立命攻撃はR高橋のキックオフリターンTDで4点差に詰め寄るものの、2ミニッツオフェンスは不発に終わり、関学が逃げ切った。
- 2001年　第6節　関学10- 6立命　阪急西宮スタジアム

関立戦は2年振りの全勝対決となった。立命はQB高田鉄男のSG攻撃が封じられ2FGを挙げるに留まった。関学は敵陣でのラッキーなインターセプト（立命のレシーバーが弾いたボールを関学DBがキャッチ）を確実にTDに繋げリードする。高田の2ミニッツオフェンスは2年連続で不発に終わり、関学が立命に競り勝った。
1997年以降の関立戦はいずれも優勝が決まる大一番であり、この頃から関京戦よりも関立戦に多くの客が集まるようになった。傾向としては立命のラン攻撃を封じて関学が勝利する試合が多く、2002年以降の立命のパス攻撃を中心としたショットガン攻撃導入の契機となった。また、2年連続で立命の2ミニッツオフェンスが不発となるなど、立命の試合運びの拙さが課題とされ、逆にチャンスを手堅く得点につなげる関学の試合運びの上手さが目立った。関学は1999-2001年にリーグを3年連続で全勝優勝し、2001年シーズンには主将DL/LB石田力哉、QB尾崎陽介、RB三井進矢、TE榊原一生、LB平郡雷太等を擁して悲願のライスボウルを制覇した。

### 立命の反転攻勢(2002-2005)
- 2002年　第7節　　立命48-14関学　阪急西宮スタジアム

1997年の関学同様、立命は甲子園ボウルから3年間遠ざかっていた。春に平井英嗣監督が退任し総監督に就任。チームの指揮は古橋由一郎ヘッドコーチに委ねられた。2000年から導入したショットガン攻撃も3年目を迎え、QB高田を中心としたパス攻撃の精度・破壊力は飛躍的に向上した。秋季リーグ戦序盤から立命は大勝を続ける一方、石田力哉、榊原一生等の主力が卒業した関学は第5節の近大戦で残り1秒から逆転負けを喫し、京大戦にも辛勝して阪急西宮スタジアムでのリーグ戦の最終試合となった第7節の関立戦を迎えた。試合は序盤から立命の攻撃が関学守備を圧倒。高田からFL木下典明への91ヤードTDパスを皮切りに、WR冷水哲、RB磯谷幸始らが次々とTDパスをレシーブ。途中高田が負傷退場するが、代わったQB椙田圭輔も変わらないパフォーマンスを披露した。なお、関学の48失点は創部以来のリーグ戦における最多失点、得点差34点も同様にリーグ戦最多得点差という記録的な大敗であった（甲子園ボウルでは1978年に日大に63失点、56点差で敗戦している）。この年立命は甲子園ボウル・ライスボウルを制覇し、前年の関学に続き日本一に輝いた。
- 2003年　第7節　　立命24-21関学　大阪市長居陸上競技場※

前年の主力の多くが残る立命は開幕前から優勝候補筆頭と目され、京大戦に完封勝利、近大戦も圧勝し第6節で優勝を決め、最終節の関立戦に引き分け以上で甲子園ボウル出場が決定する状況となった。関学は2001年のメンバーがほぼ卒業し、夏合宿中にLB平郡雷太を失う等苦しいシーズンを送り第2節の関大戦に敗戦、第6節の関京戦にも敗れ優勝の目が完全に消え、第7節の関立戦を迎えた。下馬評は圧倒的に立命有利であったが、関学は1Qに前節まで控えであったQB河野順率いる攻撃が2本のTDを奪い試合の主導権を握り、21-10で前半を終了する。立命はラン攻撃を封じられ、病み上がりであったWR木下典明が関学DB渡辺に競り負けインターセプトされるなど攻撃のリズムが乱れるが、4Qに入りQB高田からWR長谷川へのTDパス、WR冷水への2PTコンバージョンパスが決まり同点に追いつき、K岸野が残り1秒からFGを決めて立命が逆転勝利した。立命はこの後甲子園ボウル・ライスボウルも完勝して2年連続日本一となったが、立命にとって関立戦は2003年秋季における最多失点、最小失点差での勝利であり、最も厳しい戦いであった。
- 2004年　第5節　　関学30-28立命　神戸総合運動公園ユニバー記念競技場
- 2004年プレーオフ　立命24-21関学(OT)　大阪市長居陸上競技場

立命は高田鉄男、冷水哲、DL平井基之、LB八木康太等の前年の主力が卒業し、関学はQB河野順を中心としたラン中心のショットガン攻撃が定着し、互角の勝負が予想された。第5節に全勝対決が実現した関立戦は実質上の優勝決定戦であった。点の獲り合いとなった試合はQB河野のラン・パスにわたる大活躍で関学が主導権を握った。立命はWR木下典明をQBに起用する奇策を用いたが不発。立命は関学攻撃を最後まで止めきれず、試合終了間際ファンブルロストから掴んだチャンスも主将K岸野のFGが失敗し、30-28で関学が総力戦を制した。関立戦を制した関学の3年ぶりの甲子園ボウル出場は確実と思われたが、第6節の関京戦で関学がまさかの逆転負けを喫し、立命が近大・京大に連勝したため、6年振りの両校優勝、プレーオフに突入した。第5節の関立戦同様雨の降る長居陸上競技場で行われたプレーオフは、最初のシリーズにQB河野の独走TDで先制し関学が主導権を握った。立命は雨でパス攻撃が思うようにいかず苦戦するが、QB池野からWR木下へ2本のTDパスが決まり同点に追いつく。試合後半はこう着状態が続き、そのままオーバータイムへ。3度目のタイブレイクで関学K小笠原がFGを外し、立命が24-21で雨中の激闘を制した。
- 2005年　第7節　　立命17-15関学　西京極陸上競技場

関学、立命ともに順調にシーズンを消化し、リーグ優勝を賭けた初の最終節全勝対決での関立戦が実現し、超満員の22,000人の観客が西京極陸上競技場に集まった。試合は、序盤のインターセプトの応酬から立命が徐々にペースを掴み、負傷退場したQB池野の代役QB渋井が冷静に攻撃を指揮しRB佃のTDで先制する。関学は3QにTDを挙げ1点差に迫るが、逆転を狙った2PTコンバージョンが失敗。その後、立命が1回生RB松森のランで敵陣に侵入し渋井からWR阿南へのTDパスで突き放すが、関学も4Q残り17秒でRB辻野のTDで2点差に迫る。プレーオフに望みを託し、2PTコンバージョンを再び選択するが、QB出原のランプレーは1ヤード届かず、立命が勝利した。立命は4年連続のリーグ制覇、甲子園ボウル出場を決め、関学は創部以来初めて4回生が甲子園ボウルに1度も出場出来ずに卒業する事態になった。

試合後の表彰式では、3月まで立命総監督であった関西学生アメリカンフットボール連盟理事長平井英嗣から立命主将塚田に優勝トロフィーが渡された。なお、この試合の関学サイドの舞台裏は後日NHKのサンデースポーツで紹介された。
※得点表記においてこの字体で書かれているチームがホームチームであることを表す。2004年のプレーオフは中立地開催（関学がメインスタンド、立命がカラーユニフォームを選択）。

## 関立戦の現状
1996年に京都大学が優勝して以来、関学と立命の2校がリーグの優勝を分け合っている（2009年度は関西大学が61年ぶりに優勝した）ことからも、関立戦のリーグ戦に占める注目度は飛躍的に高まっている。観客動員もリーグ戦最多であり、リーグの看板カードの位置にある。Touchdown誌での誌面の扱いを初めとした各マスメディアの注目もこの対戦に集中する傾向にある。

### 試合の焦点
近年の関立戦の最大の焦点は立命のラン攻撃を関学守備が如何に封じるかであった。立命はQB東野稔が卒業した1997年以降、ショートパス主体のウェストコーストオフェンスを導入したが、パスの精度を上げられず、結果的に失敗に終わった。1998年は途中でウェストコーストオフェンスを放棄し、ラン偏重攻撃に変えて立命が優勝したものの、1999年以降は関学守備が立命のラン攻撃を封じて3連勝した。この流れを変えたのが2002年より威力を発揮した立命のショットガン攻撃（通称リッツガン）である。リッツガンはオクラホマ大学のノウハウを導入したもので、パス攻撃に主眼を置いた従前のショットガンとは異なり、OLのスプリットを広げランプレーも出易くしたものであり、結果的にパスとランのバランスアタックを実現した。関学は立命のパス攻撃を念頭に置きつつ、ラン攻撃も抑える必要が生じたため、立命攻撃は対関学守備に対して優位に立ち、2002年から4年連続で関西リーグを制覇した。
これ以降も、関学・立命両校のリーグ制覇がほぼ1年ごとに入れ替わる形で続いている（2009年度は関西大学が61年ぶりにリーグ制覇を決めた）。